# Кельмеський район
Кельмеський район (лит. Kelmės rajono savivaldybė) — муніципалітет районного рівня на північному заході Литви, що знаходиться у Шяуляйському повіті. Адміністративний центр — місто Кельме.

## Географія
Площа Кельмеського району — 1705 км ² (2,6 % від площі Литви), з яких 2000 га це міста і села, 1800 га — промислові підприємства і дороги, 99 100 га — сільськогосподарського призначення, 44 400 га — ліси, 4000 га — водні об'єкти,17 000 га — інші. Район займає західну частину Центральної височини (найвища точка 204 м над рівнем моря). Частина району знаходиться у Східно-Жемайтійській низовині, тут знаходиться найнижча точка у районі — 66 м над рівнем моря. Середня температура в січні — 5,0 °C, в липні — 16,9 °С. Рівень опадів від 636 до 704 мм на рік.

## Адміністративний поділ та населені пункти
Район включає 11 староств:
- Вайгувське (лит. Vaiguvos seniūnija; адм. центр: Вайгува)
- Кельмеське (лит. Kelmės seniūnija; адм. центр: Кельме)

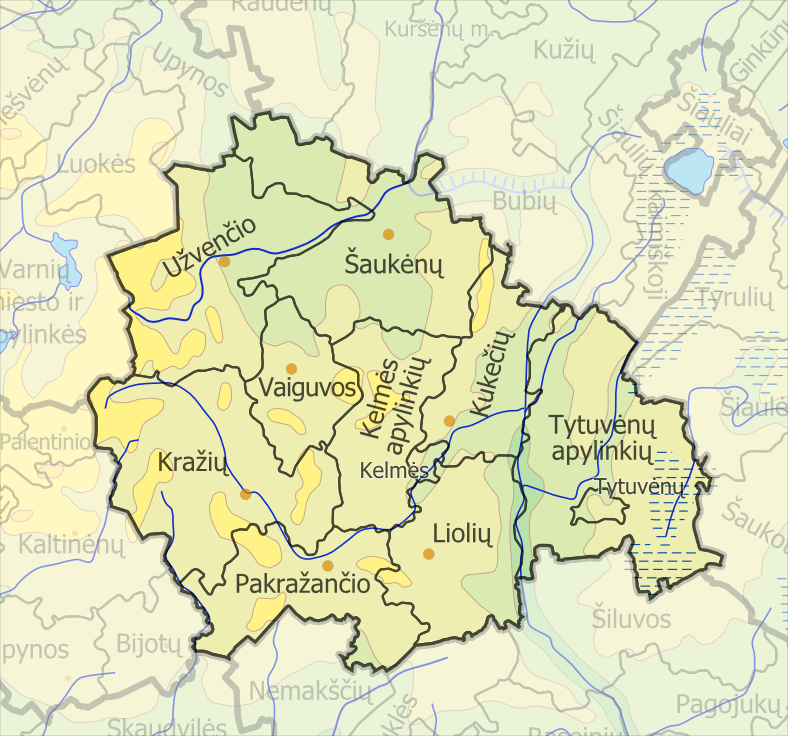
Староства Кельмеського району

- Кельмеське окружне (лит. Kelmės apylinkių seniūnija; адм. центр: Кельме)
- Кражяйське (лит. Kražių seniūnija; адм. центр: Кражяй)
- Кукечяйське (лит. Kukečių seniūnija; адм. центр: Кукечяй)
- Леляйське (лит. Liolių seniūnija; адм. центр: Леляй)
- Пакражантське (лит. Pakražančio seniūnija; адм. центр: Гріняй)
- Титувенайське (лит. Tytuvėnų seniūnija; адм. центр: Титувенай)
- Тітувенайське окружне (лит. Tytuvėnų apylinkių seniūnija; адм. центр: Титувенай)
- Ужвентіське (лит. Užvenčio seniūnija; адм. центр: Ужвентіс)
- Шаукенайське (лит. Šaukėnų seniūnija; адм. центр: Шаукенай)

Район містить 3 міста — Кельме, Тітувенай, Ужвентіс; 6 містечок — Каркленай, Кражяй, Ліоляй, Пашіле, Шаукенай та Жалпяй; 817 сіл.
Чисельність населення найбільших поселень (2001):
- Кельме — 10 900 осіб
- Титувенай — 2 851 осіб
- Ужвентіс — 898 осіб
- Кражяй  — 784 осіб
- Шаукенай  — 721 осіб
- Ліоляй  — 544 осіб
- Вайгува  — 534 осіб
- Кукечяй  — 529 осіб
- Пагрижувіс — 461 осіб
- Верпена  — 452 осіб

## Населення
Згідно з переписом 2011 року у районі мешкало 32412 осіб. Міське населення становило 35,8 %.
Етнічний склад:
- Литовці — 97,79 % (31697 осіб);
- Росіяни — 1,42 % (460 осіб);
- Українці — 0,05 % (16 осіб);
- Поляки — 0,04 % (13 осіб);
- Німці — 0,04 % (12 осіб);
- Інші — 0,66 % (214 осіб).

Релігійний склад:
- 91,5 % — католики
- 0,7 % — православні
- 0,4 % — старообрядці
- 0,2 % — лютерани

## Економіка
Кельнеський район виробляє 0,2 % литовського промислового виробництва (2,003). Є деревообробні підприємства (компанії «Medžio konstrukcijos», «Vėjovirpa», «Smidrūnas», «Anakletas») і меблева фабрика («Nuošalė»), м'ясні підприємства («Molavena», «Lisela»), молочний завод («Kelmės pieninė»), з переробки льону («Kelmės akcinė linų apdirbimo bendrovė»), видобуту торфу («Tytuvėnų durpės»). Виробничі компанії знаходяться, в основному, в Кельме і Тітувенаї.
Сільськогосподарські землі займають 58,2 % площі, з яких 75,1 % орних земель, 23,8 % природних луків і пасовищ, 1,0 % — садів і ягідників. Середній розмір гоподарств 12,8 га. 60,8 % врожаю займають зернові (ячмінь, озима пшениця, овес, тритікале), 23,7 % багаторічні трави, 6,0 % картопля, 1,6 % кореневих кормових культур, 0,9 % льону. Муніципальний район виробляє 11,0 % всієї литовської картоплі, 5,4 % льону, 3,0 % польових овочів, 2,3 % зернових (2004). Частка району склала 2,9 % в тваринництві та 3,7 % молока. Тут розводять 7,9 % розводять литовських овець і кіз, 3,6 % корів, 3,2 % коней, 2,7 % свиней.

## Транспорт
Через район проходять шлях «Via Hansa» (Берлін—Санкт-Петербург), залізнична лінія Пагегяй-Радвилішкіс, шосе E77 (Рига — Калінінград).